# 나라별 수교 현황
이 문서는 나라별 수교(修交) 현황이다. 지도 범례를 통해 수교 여부를 설명하고 있으며, 대륙별, 지역별로 표시하고 미승인 국가의 경우, 맨 아래에 설명하고 있다.

## 아시아

### 동아시아

중국(상세)
일본(상세)
대한민국(상세)
몽골(상세)
북한(상세)

### 동남아시아

인도네시아(상세)
싱가포르(상세)
태국(상세)
베트남(상세)
필리핀(상세)
말레이시아(상세)
미얀마(상세)
캄보디아(상세)
라오스(상세)
브루나이(상세)
동티모르(상세)

### 남아시아

인도(상세)
파키스탄(상세)
방글라데시(상세)
스리랑카(상세)
네팔(상세)
아프가니스탄(상세)
몰디브(상세)
부탄(상세)

### 서아시아

사우디아라비아(상세)
이란(상세)
이스라엘(상세)
아랍에미리트(상세)
카타르(상세)
이라크(상세)
요르단(상세)
오만(상세)
시리아(상세)
레바논(상세)
예멘(상세)
쿠웨이트(상세)
팔레스타인(상세)
바레인(상세)

### 중앙아시아

카자흐스탄(상세)
우즈베키스탄(상세)
투르크메니스탄(상세)
키르기스스탄(상세)
타지키스탄(상세)

## 유럽

### 서유럽

(상세)
(상세)
(상세)
(상세)

(상세)
(상세)
(상세)

(상세)
(상세)
(상세)

(상세)
(상세)
(상세)

(상세)
(상세)
(상세)
(상세)
(상세)

브리튼 제도권

영국(상세)
아일랜드(상세)

프랑스권

프랑스(상세)
모나코(상세)

게르만권

독일(상세)
스위스(상세)
오스트리아(상세)
리히텐슈타인(상세)

이탈리아 반도권
- 이탈리아(상세)
- 바티칸 시국(상세)
- 몰타(상세)
- 산마리노(상세)

이베리아권
- 스페인(상세)
- 포르투갈(상세)
- 안도라(상세)

아나톨리아권
- 튀르키예(상세)
- 그리스(상세)
- 키프로스(상세)

베네룩스권
- 네덜란드(상세)
- 벨기에(상세)
- 룩셈부르크(상세)

노르딕권

스웨덴(상세)
노르웨이(상세)
덴마크(상세)
핀란드(상세)

아이슬란드(상세)
(상세)
(상세)

### 동유럽

(상세)
(상세)
(상세)

(상세)
(상세)
(상세)

동슬라브권

러시아(상세)
우크라이나(상세)
벨라루스(상세)

서슬라브권

폴란드(상세)
체코(상세)
헝가리(상세)
슬로바키아(상세)
(상세)
(상세)
(상세)

흑해 연안권
- 루마니아(상세)
- 불가리아(상세)
- 몰도바(상세)

남슬라브권
- 세르비아(상세)
- 크로아티아(상세)
- 슬로베니아(상세)
- 보스니아 헤르체고비나(상세)
- 알바니아(상세)
- 북마케도니아(상세)
- 몬테네그로(상세)

캅카스 3국
- 아제르바이잔(상세)
- 조지아(상세)
- 아르메니아(상세)

발트 3국
- 리투아니아(상세)
- 라트비아(상세)
- 에스토니아(상세)

## 아메리카

### 앵글로아메리카

미국(상세)
캐나다(상세)
자메이카(상세)
가이아나(상세)
트리니다드 토바고(상세)
벨리즈(상세)
수리남(상세)
바하마(상세)
바베이도스(상세)
세인트루시아(상세)
세인트키츠 네비스(상세)
그레나다(상세)
앤티가 바부다(상세)
세인트빈센트 그레나딘(상세)
도미니카 연방(상세)

### 남부라틴아메리카

브라질(상세)
아르헨티나(상세)
콜롬비아(상세)
페루(상세)
칠레(상세)
베네수엘라(상세)
우루과이(상세)
에콰도르(상세)
볼리비아(상세)
파라과이(상세)

### 북부라틴아메리카

멕시코(상세)
쿠바(상세)
과테말라(상세)
도미니카 공화국(상세)
파나마(상세)
코스타리카(상세)
엘살바도르(상세)
온두라스(상세)
아이티(상세)
니카라과(상세)

## 아프리카

### 북아프리카

이집트(상세)
모로코(상세)
알제리(상세)
튀니지(상세)
리비아(상세)
모리타니(상세)

### 서아프리카

나이지리아(상세)
가나(상세)
코트디부아르(상세)
세네갈(상세)
말리(상세)
니제르(상세)
부르키나파소(상세)
기니(상세)
베냉(상세)
시에라리온(상세)
라이베리아(상세)
토고(상세)
기니비사우(상세)
감비아(상세)
카보베르데(상세)

### 중앙아프리카

콩고 민주 공화국(상세)
카메룬(상세)
가봉(상세)
차드(상세)
콩고 공화국(상세)
적도 기니(상세)
중앙아프리카 공화국(상세)
상투메 프린시페(상세)

### 동아프리카

에티오피아(상세)
케냐(상세)
탄자니아(상세)
우간다(상세)
수단(상세)
르완다(상세)
소말리아(상세)
남수단(상세)
에리트레아(상세)
부룬디(상세)
지부티(상세)

### 남아프리카

남아프리카 공화국(상세)
앙골라(상세)
짐바브웨(상세)
잠비아(상세)
모잠비크(상세)
보츠와나(상세)
마다가스카르(상세)
나미비아(상세)
모리셔스(상세)
세이셸(상세)
레소토(상세)
말라위(상세)
에스와티니(상세)
코모로(상세)

## 오세아니아

오스트레일리아(상세)
뉴질랜드(상세)
파푸아뉴기니(상세)
피지(상세)
솔로몬 제도(상세)
바누아투(상세)
사모아(상세)
통가(상세)
키리바시(상세)
마셜 제도(상세)
팔라우(상세)
미크로네시아 연방(상세)
나우루(상세)
쿡 제도(상세)
투발루(상세)
니우에(상세)

## 미승인 국가

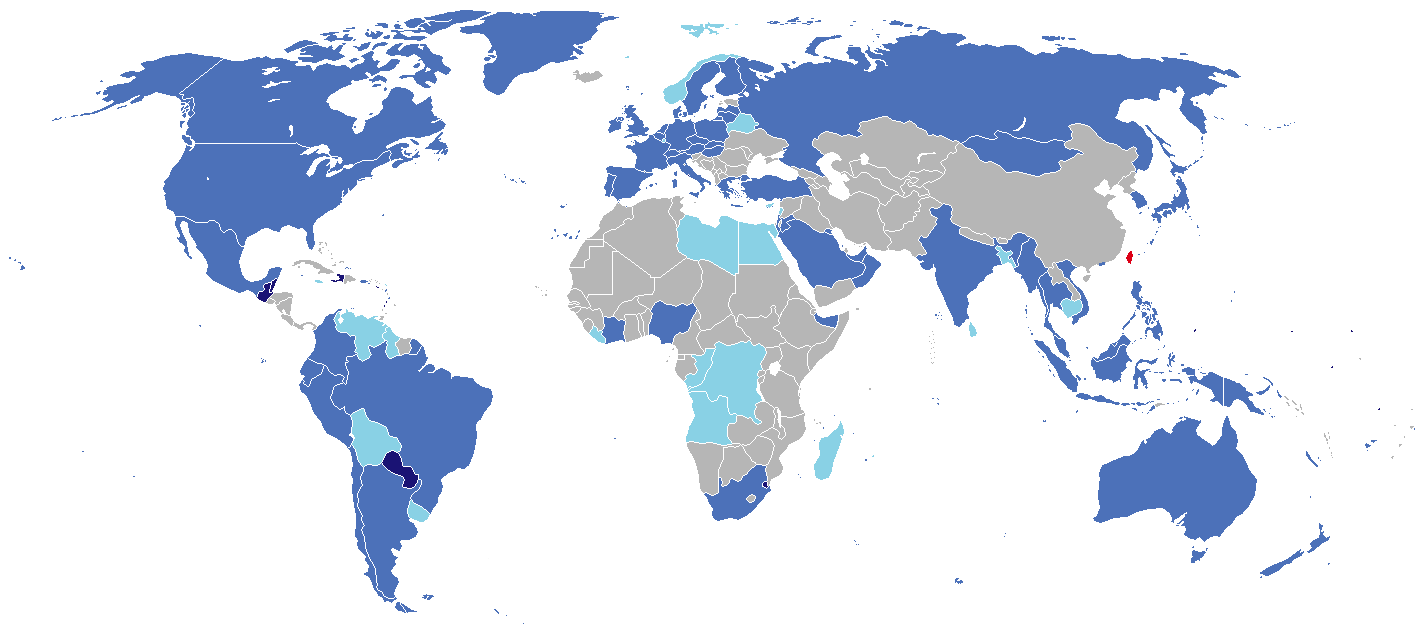
타이완(상세)
서사하라(상세)
코소보(상세)
몰타 기사단(상세)

## 같이 보기
- 나라별 외교 공관 목록